# Альборнос, Аврора де
Аврора де Альборнос (исп. Aurora de Albornoz, 22 января 1926, Луарка — 6 июня 1990, Мадрид) — испанская поэтесса, педагог, литературный критик и эссеист с антифранкистскими убеждениями.

## Биография
Она родилась в январе 1926 года в Луарке, Астурия, в семье поэтов и политиков. Отец — Мануэль де Альборнос Каррерас (астур. Manuel de Albornoz Carreras), мать — Мария Пенья Фернандес (астур. María Peña Fernández). Её дед и отец известны как местные поэты. Дядя отца, Альваро де Альборнос, был министром юстиции во Второй Испанской республике до Гражданской войны. Затем он стал президентом республиканского правительства в изгнании, в Париже и Мехико. Дядя Авроры Северо Очоа де Альборнос — известный учёный-биохимик, нобелевский лауреат.
В 1944 году в возрасте 18 лет Аврора де Альборнос вместе со своей семьей отправилась в изгнание в Сан-Хуан, спасаясь от испанского генерала Франко. Она изучала филологию и литературу в Университете Пуэрто-Рико. В частности, её научным руководителем был Хуан Рамон Хименес.
В августе 1950 года она вышла замуж в Пуэрто-Рико за Хорхе Берналя Энхуто. Как и Аврора де Альборнос, Хорхе Берналь Энхуто происходит из республиканской семьи в изгнании. Его отец, Федерико Энхуто Ферран, был судьёй-республиканцем, участвовавшим в процессе над Хосе Антонио Примо де Риверой, основателем Фаланги, испанской фашистской партии. Они вместе жили в Пуэрто-Рико и создали антифранкистское ядро в пуэрто-риканском университете. Затем они ненадолго селятся в Канзасе и в Париже. С 1955 по 1957 год она возобновила изучение сравнительного литературоведения в Сорбонне. Вернувшись в Пуэрто-Рико, она в течение года сотрудничала с Марго Арсе де Васкес, основательницей движения за независимость острова.
Брак был расторгнут в 1967 году.
Она стала профессором литературы в Университете Пуэрто-Рико, затем в Мадридском университете Комплутенсе, куда окончательно вернулась в 1968 году. В Мадриде участвовала в различных литературных кружках. Вместе с другими интеллектуалами готовилась к тайной борьбе против диктатуры под влиянием Коммунистической партии Испании, но смерть генерала Франко в 1975 году открыла путь к переходу Испании к демократии.